# La sottile linea della verità
La sottile linea della verità è un film del 2007 diretto da Angelo Rizzo.

## Trama
Nel 1997 L'Avana è colpita da una serie di attentati aventi come obiettivi luoghi affollati per seminare il panico tra i turisti. Rimane vittima anche un giovane imprenditore italiano, Fabio Di Celmo. Esecutore degli attentati è Cruz Leon, ma il loro ideatore è Luis Posada Carriles, chimico esperto in esplosivi addestrato dalla CIA nella lotta contro le guerriglie, accusato di avere legami con la mafia cubano-americana. Il film ricostruisce la preparazione e l'esecuzione degli attentati secondo le confessioni dello stesso Cruz Leon, il quale attribuisce un ruolo determinante alla Fondazione Nazionale Cubano-Americana ed agli Stati Uniti.

## Curiosità
Il film si fonda sul repertorio tratto dal documentario 3.5k, sempre diretto da Angelo Rizzo. Tra gli interpreti, Fidel Castro in persona nella parte di sé stesso. Il film è stato presentato al Festival di Berlino del 2008: : in un reportage del settimanale Dipiù, Rizzo ha dichiarato che Castro "non ha nulla da invidiare alle stelle di Hollywood".

## Cronaca
A causa di questo film, Angelo Rizzo ha subito un attentato terroristico che gli ha procurato l'incendio della sua auto e di quella di suo figlio.

Il film è stato annunciato dall'ANSA, dai quotidiani Corriere della Sera, il quale ha definito Rizzo come il "Michael Moore italiano", L'Unità, Il Giorno e diversi altri.